# Scheune (Henstedter Straße 9)

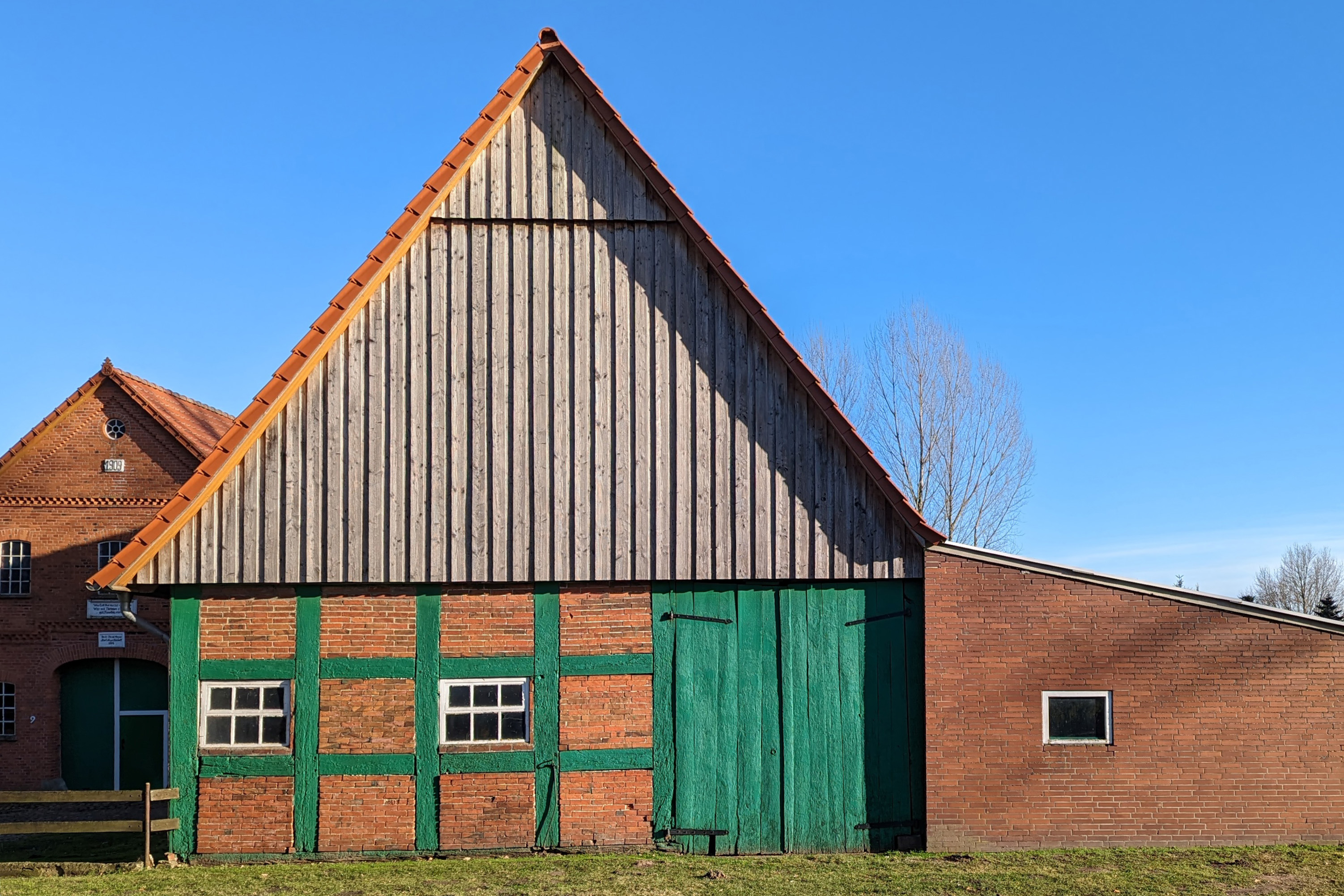
Die Scheune im Januar 2023

Die Scheune Henstedter Straße 9 in Prinzhöfte, Ortsteil Klein Henstedt, Samtgemeinde Harpstedt, stammt von 1835.
Das Gebäude steht unter Denkmalschutz (Siehe auch Liste der Baudenkmale in Prinzhöfte).

## Geschichte
Das eingeschossige giebelständige Fachwerkhaus mit Steinausfachungen, Satteldach, erhaltenem Innengerüst und einen Keller aus Feldstein-Außenwänden und mit Holzbohlendecke wurde 1835 gebaut. Rechts steht ein verklinkerter neuer Anbau.
Die Landesdenkmalpflege befand: „...geschichtliche Bedeutung ... (insbesondere wegen des Kellers) ... als beispielhafte Fachwerkscheune  ....“.
Die Scheune steht südlich neben einer neueren Hofanlage.